# 陶廷皐
陶廷皐，字汝士，號允齋，贵州都勻人，清朝政治人物、同進士出身。

## 生平
嘉慶十四年（1809年）清仁宗五旬己巳恩科進士，三甲四十四名，选翰林院庶吉士，散館改知縣。